# Zeionises

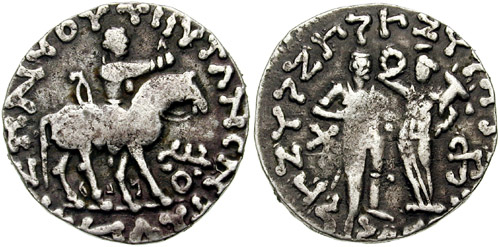
Münze des Zeionises (als Satrap)

Zeionises (auch Jihonika) war ein indo-skythischer König, der von etwa 10 v. Chr. bis 10 n. Chr. regierte.
Bevor Zeionises zum Herrscher wurde, war er Satrap für Azes II. († um 12 v. Chr.) in Kaschmir. Schon in dieser Funktion prägte er eigene Münzen, auf denen er sich als Sohn des Satrapen Manigul bezeichnete. Auf einen Silbergefäß aus Taxila wird er als Satrap von Chuksa (Kaschmir), Sohn des Manigula, Bruder des großen Königs bezeichnet.
Als König herrschte er dann in Teilen von Indien, scheint sein Reich dann aber an die Kuschanen verloren zu haben. 